# San Marcos (norra Ocosingo kommun)
San Marcos är en ort i Mexiko.   Den ligger i kommunen Ocosingo och delstaten Chiapas, i den sydöstra delen av landet, 800 km öster om huvudstaden Mexico City. San Marcos ligger 753 meter över havet och antalet invånare är 171.
Terrängen runt San Marcos är varierad. Runt San Marcos är det glesbefolkat, med 16 invånare per kvadratkilometer. Närmaste större samhälle är San Antonio las Delicias, 9,2 km söder om San Marcos. Omgivningarna runt San Marcos är en mosaik av jordbruksmark och naturlig växtlighet.